# Stray
『Stray』（ストレイ）はフランスのゲームメーカーBlueTwelve Studioが開発したコンピュータゲーム。猫を主人公としている。タイトルのStrayは野良猫の意味もあるが、本作品では家族からはぐれてしまった迷子の意味である。
2022年7月19日にPC（Steam,Mac）・PlayStation 5・PlayStation 4で配信を開始。その後、2023年8月10日にXbox Series X/S・Xbox One版が配信開始、同年11月22日にハピネットよりPS5/PS4向けパッケージ版が発売。2024年11月19日にNintendo Switch版が発売。

## 概要

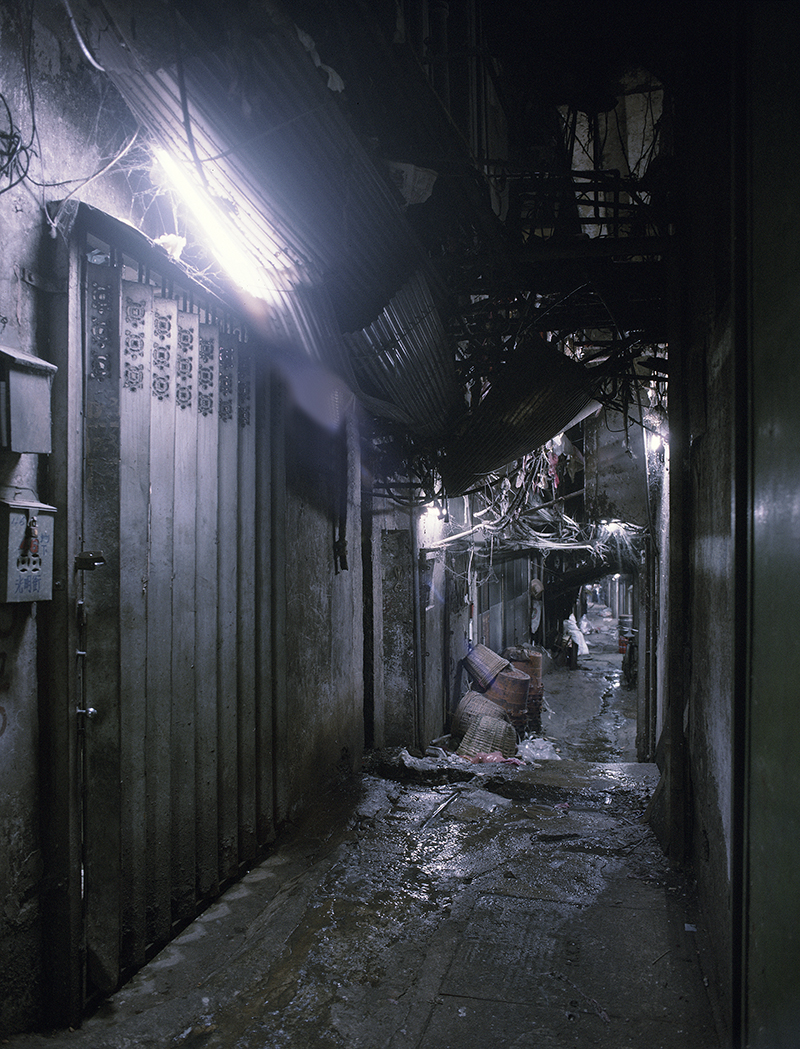
物語の舞台のモデルとなった九龍城砦。

紹介文では「cyberpunk cat game」「サイバーパンク猫アドベンチャー」と称されている。
スタジオスタッフは当初はKoolaとVivの2名のみで、2017年時点では5名となり、最終的には24名となった。人間よりも猫が多いスタジオだという。スタッフクレジットには猫及び犬の名前も載せられた。
2015年9月7日、BlueTwelve Studioが「HK project」という名称で猫のアドベンチャーゲームを制作中だと発表。当初は人間を登場させる予定だったが、リアリティある人間のアニメーションは難しかったため、ロボットへ置き換えられた。
2020年6月12日、PS5の発表会イベント「THE FUTURE OF GAMING SHOW」にて「Stray」のタイトルが明かされ、ムービーが流された。
猫が主人公のゲームであり、猫の挙動は、見慣れている世の飼い主にもリアルに感じられるよう、スタジオで飼われている猫を参考にして微妙な調整を重ねて作られた。三人称視点で猫を操作し、狭い道を通り抜けたり、細いパイプを伝って登るなどの猫らしい柔軟性や身軽さで進んでいく。一部のステージには敵が登場し、ひたすら逃げるか、もしくは特殊な装置によって倒すといったパートがある。本編進行には関係ないが、爪とぎを行えるスポットや、水を飲めるスポットがある。机上や棚の上を駆け回ることで、物を落下させることができる。
空の見えない閉ざされたシェルター内都市が主な舞台であり、密集した建物の光景は九龍城砦が主なモデルとなっている。

## あらすじ
プロローグ
名もなき一匹の猫は、他の仲良しの三匹の猫たちと共に、平和に木々生い茂る巨大施設の廃墟の野外で暮らしていた。廃墟は長きにわたって人間の手が入っておらず、苔むしすっかり木に侵食されている。
雨上がりのある日、彼らは移動中に錆びたパイプを渡ろうとして、しんがりの猫だけがパイプが折れたことで廃墟の遥か底へと落下してしまう。幸いにも深刻な怪我こそしなかったものの、仲間たちのもとへ戻れなくなってしまった。
序盤
奈落の底で猫は、かつて人間が暮らしていた痕跡の残るデッドシティへと辿り着く。遠い昔、人類は何らかの脅威に備えて巨大なシェルターを作ったが、そのシェルター内の人間は全て死に絶えた。猫は偶然にもシェルター内に入り込んでしまったが、落ちてきた穴を這い上がりシェルターから脱出するのは困難だった。
無人のはずの街の中で、残された機械が意思を持ったかのように点滅し、猫を誘導しているようだった。向かった先で猫は、B-12というAIと出会った。B-12は高度な翻訳機能により、猫に言葉を伝えることができる。B-12はかつて人間の科学者に仕えていたが、気づけばネット空間に意識だけが残され、助けを求めていた。猫の助けによりB-12はドローンにデータを移し身動きが取れるようになり、猫がシェルターを脱出するためのサポート役となった。
中盤
やがて辿り着いたスラムでは、個性的なロボットたちが人間の文化を引き継ぎ、独自に発展させていた。その中には、アウトサイダーと呼ばれるアウトサイド（シェルターの外の世界）を目指す者たちがいた。猫は身軽さを武器にして、彼らとの交流を通して次第に信用を得ていく。
だが、シェルターには『ZURK』と呼ばれる、廃棄物処理のために人間に開発された、ロボットですらも食らう凶悪な生き物がいる。安全地帯であるスラムを出てアウトサイドを目指すのは危険だった。鈍重なロボットと違い「身軽に動ける猫であれば道を切り開けるかもしれない」と、アウトサイダーたちは猫に期待を寄せるのであった。
終盤
ミッドタウンに到着した猫は、指名手配されていて隠れ家に潜伏中のClementineと出会う。彼女の知り合いであるBlazerに協力してもらい、工場に潜入した猫はバッテリーを見つける。Clementineが向かったというナイトクラブに入り込むが、Blazerの裏切りによってClementineと猫はジェイルと呼ばれる刑務所に投獄されてしまう。
ジェイルの檻から抜けだした猫は、投獄されたClementineを開放して、捕らわれたB-12も助け出して、一緒にジェイルから脱獄する。しかし、逃げきれないと悟ったClementineは、自らが囮となって猫を逃がす。
ラスト
猫は地下鉄に乗って、コントロールルームへと向かう。そこで、デッドシティの最上部にあるルーフを解放し、太陽光によって『ZURK』を駆除することに成功する。だが、システム開放の際に、B-12は電気系統に問題が生じてしまい、猫に看取られて亡くなってしまう。
猫は一人、地上へと向かう通路を歩いていき、物語は終わりを告げる。

## 用語
ZURK
猫よりも小型の生き物。甲高い鳴き声や、つるつるとした丸いフォルムは可愛らしくも思えるが、群れをなして飛びかかり、生き物もロボットも食い尽くす凶暴なクリーチャーである。単眼で、巨大な目が暗闇の中で輝く。卵生で、粘膜のような赤黒いグロテスクな巣をつくる。
元々は、「NECOコーポレーション」がゴミ処理のために開発したゴミを食べるバクテリアだった。シェルター内で人間が絶滅し管理されなくなってから突然変異を起こし、あらゆるものを食らう制御不能の存在となった。
個々のZURKは意思を持たず本能的に襲いかかる生き物のようだが、下水道にある根城には壁などに張り付き動かない巨大な目玉を持つ物言わぬ怪物がおり、目玉がZURKを指揮して猫を襲わせる。
暗闇でも完全な視界を持つが、強い光に弱く、紫外線照射装置により爆発して消滅する。
ロボット
元は人間の生活を支えるために開発された。シェルターから人間が絶滅した後には、人間を模倣した人情豊かな振る舞いをするようになり、人間を「先祖」としている。二足歩行で、全裸の者もいるが多くの場合は服や装飾品を身に着けており、それぞれの個体の個性となっている。作中のロボットの会話より、動かなくなったロボットの部品を使って自分たちの体を補修することもあることが示されており、中には四肢の色がボディと違う個体も少なくない。顔は四角形のモニターで、顔文字や記号といった簡素なつくりの表情を映し出す。猫に触れられるとハート模様を浮かべる。手指があり細かな作業もできるが、体が重いため機敏な動きはできない。性的な造形はないが、男性・女性であるという扱いを受けている者もいる。嗅覚はない。製造が新しいのか、やや小型の「子供」として扱われる者もおり、親子関係も生じている。人間が使っていたものとは異なる、独自の言語を持っている。燃料はオイルであり、バーでオイルを嗜む文化もあるが、これらを飲み何らかの理由で酩酊に似たような状態に陥るものもいる。
シェルター
正式名称は「ウォールシティ99」。円形状で直径450メートルある空間。人間が「大惨事」を避けるために建造して居住していた。天井があり、擬似的な星の光はあるが内部から空を見ることはできない。何らかの理由でシェルター内の人類は絶滅した。
アウトサイド
シェルターの外の世界。猫が元いた場所。シェルターに何百年も閉じ込められているロボットたちにとって憧れの場所であり、青い空や青い海などシェルター内には存在しない光景が象徴的にあちこちに掲示されている。行くことの叶わない理想郷のような扱いであり、アウトサイドへ出ようと夢見る者たちはアウトサイダーと称され、時に讃えられ時に冷笑されている。アウトサイドは架空のものだという考えもあり、特に憧れを持たずにシェルター内で十分だとする者、アウトサイドへの憧れは危険だと取り締まる者もいる。
何百年か前には植物が育たず人間の住めない危険な場所であったが、猫が暮らしていたゲーム冒頭の場面では植物が生い茂る安全な地となっていた。
デッドシティ、デッドエンド
シェルター最下層。かつて人間が居住していた場所だが、人間が絶えた後にZURKの根城となった。上層から無配慮に落とされる廃棄物によりZURKが繁殖し続けている。
スラム
シェルター最下層の中でも、ZURKを退けることに成功した安全地帯で、最下層のロボットたちの居住区画。シェルター上層部をZURKから守るために上層へ通じるエレベーターは駆動しておらず、現在シェルターを支配する層から見捨てられた場所となっている。上層から落とされる廃棄物によりゴミの山ができているが、ゴミ漁りにより資源を得てある程度文化的な暮らしを行っている。
下水道
ZURKの繁殖する根城。脈動する血管のようなものが張り巡らされ、ZURKを指揮しているらしき謎の巨大な目玉が壁に張り付いている。人間がいたころに浄水機能が深刻な問題を起こしたことが作中で示されている。
アントビレッジ
スラムから下水道を抜けた先に存在。ロボットたちによって様々な廃材を積み上げて築かれた壁のない高層の建物がある。ZURKの侵入を退けている安全地帯。水が流れ多くの木々が茂り、建物が木に付帯して築かれているのか木が建物から生えているのか、よくわからない構造をしている。
ルーフトップ
スラムよりやや上層にある、ZURKに侵食された区画。ZURKの元凶である「NECOコーポレーション」がかつてあった。
ミッドタウン
シェルターの中層にある街。きらびやかで活気があるが、ZURKを警戒して下層からの侵入を拒み、またアウトサイダーを危険思想者として厳しく取り締まり、ジェイル（刑務所）に閉じ込め機能停止に至らしめる。かつて人間たちが作った階級社会を形骸化したまま模倣した結果でもある。
コントロールルーム
シェルターの最上層部。アウトサイドへ通じる扉や屋根の開閉など、シェルター内の全てを統括する場所。地下鉄の駅と直結しており、アウトサイドへの扉もすぐそばにある。コントロールルームへ行ける唯一の手段である地下鉄は、「パンデミック」の影響で閉鎖されており、ミッドタウン以下の層のロボットはコントロールルームに一切立ち入ることができず、個体番号だけで名前も人格も持たないロボットたちのみが設備の維持に従事している。その為、シェルター内の他の場所と異なり、明るい照明が点いており、清潔なカーペットに新品のようなソファーも並ぶラウンジがあるなど、建造された頃のシェルターがそのまま保存されており、コンソールの上にはかつて人間の管理者たちが使ったであろうコップもそのまま置かれている。また、独自の言語を持つロボットの手が及ばない為、駅も含めてコントロールルームがあるフロアに表記される言語は全て英語となっている。

## 登場キャラクター
猫
本作のプレイヤーキャラ。名前はなく、作中では「小さいアウトサイダー」「もふもふ」などと呼ばれる。当然ではあるが猫なので喋る事はできず、プレイヤーの操作または特定の場所で「ニャー」といった鳴き声を発するのみだが、B-12の翻訳によりロボットたちの言葉は理解している。ロボットの語り掛けを聞て行動に移すなど一定の知性こそ見せるが、身体能力などはあくまで一般的な猫である。ロボットたちは猫好きなのか猫に体をすりすりされると幸せな気持ちになるようだが、中にはそういう欲求に敢えて抗おうとする者も。
プレイヤーの操作次第だが、高所から物を落とす、様々な場所で爪を研ぐ、紙袋に頭を突っ込む、麻雀をしているテーブルに飛び乗って台無しにするなど、作中では様々な「猫あるある」な行動を取る。
いわゆる茶トラ猫で、毛色は茶をベースに、濃い茶色で縞模様が入る。「オレンジ色」とも言及される。外見のモデルになった猫はスタジオ設立者の飼い猫Murtaughである。声はLalaというメス猫が担当した。
B-12
人間の男性科学者によって造られたAIで、猫のパートナーとなる。数百年間ネットワーク空間に囚われており、どのような経緯でそうなったかの記憶を持たない。監視カメラ越しに猫の存在に気づき、辺りにある電飾などを点滅させて誘導し、ZURKに追われていた猫を救った。猫の助けにより、ドローンにデータをダウンロードし自由に動けるようになった。ドローンは猫の頭部よりも小さく、短時間の飛行はできるが長時間の移動は難しいようで、猫にハーネスを付けてもらって普段はその背中のバックパック状の袋に入った状態で行動を共にする。B-12という名前はドローンの機体名から本人が自称。
高度な翻訳技術により意思を猫に伝えることができ、他のロボットの言葉も通訳する。猫をアウトサイドへ導くためにパートナーとなり、多くの場合は猫のそばに浮かび、時には猫に背負われたり咥えられたりする。「アウトサイドに行く」と誰かと約束した朧気な記憶を持つ。
強力な紫外線照射装置「ディフラクサー」を途中で搭載してもらい、一頃は視界に入ったZURKを倒すことができる機能を得たが、ZURKの大群に襲われた猫を助けるために限界まで使用して壊してしまった。
Momo
スラムに住むロボット。笠をかぶり、植物模様のロングジャケットを羽織っている。アウトサイダーだが、他の仲間たちが危険を承知でスラムから脱出した際、臆病さからついていけずに置き去りにされた。孤独を感じて寂しそうにしていた。仲間たちの残したトランシーバーを修理して再び連絡を取ろうとしている。
Doc
デッドエンドに住んでいたロボット。電機系の科学者。アウトサイダーであり、ZURKを倒すための武器を開発し、性能を試すためにスラムを出て行った。数年間消息不明だったため、息子のSeamusは父が死んだものと思いやさぐれていたが、機器の不具合を直せずZURKに囲まれて脱出できない状態にいただけで無事だった。
白衣を着用し、ワイヤーによって独特な髪型のようなものを作り、ゴーグルをつけている。武器に使う「ジゴワット」という単位、容姿、名前など、映画『バック・トゥ・ザ・フューチャー』のドクがオマージュされている。
Zbaltazar
アントビレッジに住んでいるロボット。アウトサイダーであり、スラムから抜け出した。哲学的な物言いをし、Momoは発言をあまり理解できなかったという。頭部からコードを大量のモニターに接続し、その全てを自身の顔としている。歩かずに座り込んだまま「超越的瞑想」にふけっている。
Clementine
ミッドタウンに住むロボット。キャスケット帽子をかぶっている。女性として扱われている。日光がなくとも成長する植物の開発を人間から引き継ぎ完成させた。シェルター最上層部にある「コントロールルーム」を目指しているが、ミッドタウンは出入りを厳しく制限しているため指名手配され、隠れ家に潜伏している。
Elliot
スラムに住むロボット。修理屋を営んでいるが、模倣相手の人間の性格が反映されたらしく悲観的でクヨクヨしていることが多く引きこもっている。
Guardian
スラムに住むロボット。笠をかぶり赤い一枚布を纏い、長い棒を装備してスラムの治安を守っている。初めて猫がスラムを訪れた際、ZURKと誤認して皆が逃げ惑う中で一人だけ猫に立ち向かおうとした。辺り一帯について詳しい。
Grandma
スラムに住むロボット。電気ケーブルでロボット用の服を編む。
Morusque
スラムに住むロボット。ポリタンクで作ったギターを持つミュージシャンで、楽譜を持っていくと奏でてくれる。
Jess
スラムに住むロボット。「図書館員」を自称し、大量の書籍が積み上がった部屋で暮らしていたが、本の山に埋もれたまま事切れている。

## 評価
Steamでは発売前からウィッシュリスト数が1位で、発売日にはセールスランキングでも1位となった。Steamでの評価は「圧倒的に好評」で、大手メーカーのビッグタイトルである『ゴッド・オブ・ウォー (2018)』（PC版）を抑え、2022年最も好評なゲームとなった（2022年7月28日時点）。発売日にはSteamでの同時接続数が最大で6万人に達し、パブリッシャーAnnapurna Interactiveの作品としては過去最高となった。
発売当日に国内Twitterでは「#猫のゲーム」がトレンド入りし、大きな話題となった。「猫が可愛い」「動きがリアル」とプレイ動画が評価された。プレイ中の画面に本物の猫がリアクションを見せる動画も数多く投稿された。猫愛好者から好評の一方、操作を誤るとゲームオーバーになり、猫が転がる姿が映し出され、死を思わせ悲しいという理由でSteamでは低評価レビューもつけられた。危険なクリーチャーに襲われる場面、クリーチャーの根城のグロテスクな光景などから、猫を見たいが怖くてプレイまで踏み切れないという声も上がった。
EGMのJosh Harmonは、レビュータイトルに「こんなに賢い猫がいたでしょうか？」とつけ、猫の挙動のアニメーションがリアリティあることを称賛する一方で、「壁に書かれた記号を読み取り金庫を開ける」という場面など、猫らしからぬパズル要素は没入感を削ぐと評した。
Game RevolutionのPaul Tamburroは、パズル要素が易しすぎてプレイ時間が短い点を指摘しつつ、本格的な猫シミュレーターであり猫とB-12の関係がsuper sweetだと評した。
The Game Awards 2022ではBest Indie Game、Best Debut Indie Gameの2部門を受賞。また、Game of the Yearにもノミネートされていた。